# Truth of Our Time
"Truth of Our Time" är en låt av det svenska skabandet Chickenpox. Låten är det tredje spåret på bandets andra studioalbum Stay Away from the Windows (1998), men utgavs även som CD-singel samma år.

## Låtlista
1. "Truth of Our Time"
2. "Mr. Negative" (alternativ version)
3. "Somebody 96"
4. "Wannabe"

## Medverkande musiker
- Mattias Ahlén - bakgrundssång
- Joakim Lilja - saxofon, bakgrundssång
- Morgan Libert - bas, bakgrundssång
- Staffan Palmberg - trombon, bakgrundssång
- Per Törnquist - orgel, gitarr, bakgrundssång
- Peter Swedenhammar - trummor, bakgrundssång
- Max B Uvebrandt - gitarr, sång

### Fotnoter
1. ↑  ”Truth of Our Time”. Discogs.com. http://www.discogs.com/Chickenpox-Truth-Of-Our-Time/release/1463029. Läst 17 april 2012.